# DARVO
DARVO (un acrónimo que proviene del inglés "deny, attack and reverse victim and offender", es decir, "negar, atacar e invertir víctima y agresor) es una reacción que algunos infractores (como los agresores sexuales) pueden mostrar cuando se les responsabiliza de su comportamiento. Algunos investigadores indican que es una estrategia de manipulación que suelen utilizar con frecuencia las personas que ejercen maltrato emocional.
Como sugieren las siglas, habitualmente los pasos que incluye son:
1. El agresor niega que haya existido abuso.
2. Cuando se presentan pruebas, el agresor ataca a la persona que sufrió el abuso (y/o a su familia y/o amigos) por tratar de hacerle responsable de sus acciones, y por último
3. El agresor declara ser la víctima de la situación, invirtiendo así las posiciones de víctima y agresor. Esto a menudo implica no sólo hacerse la víctima sino también culpar a la víctima.[5]

## Orígenes
El acrónimo y el análisis en el que se basa provienen del trabajo de la psicóloga Jennifer Freyd, quien escribió sobre ello en 1997.  La primera fase de la respuesta DARVO, la negación, conlleva hacer luz de gas.
Freyd escribe:

... I have observed that actual abusers threaten, bully and make a nightmare for anyone who holds them accountable or asks them to change their abusive behavior. This attack, intended to chill and terrify, typically includes threats of law suits, overt and covert attacks on the whistle-blower's credibility, and so on. The attack will often take the form of focusing on ridiculing the person who attempts to hold the offender accountable. [...] [T]he offender rapidly creates the impression that the abuser is the wronged one, while the victim or concerned observer is the offender. Figure and ground are completely reversed. [...] The offender is on the offense and the person attempting to hold the offender accountable is put on the defense.

## Uso y efectividad
Freyd afirma que la respuesta DARVO se utiliza con frecuencia y es efectiva, aunque el número de personas que suelen creer a un agresor que la emplea desciende una vez que comprenden la táctica.

## Ejemplos
Algunos presuntos ejemplos de DARVO incluyen:
- El comportamiento del cantante estadounidense R. Kelly durante una entrevista relacionada con el proceso penal en su contra por abuso sexual a menores.[10]
- El comportamiento del expresidente de los Estados Unidos, Donald Trump, al defenderse de acusaciones de acoso sexual y otros delitos.[11][12][13][14]
- El comportamiento del juez de la Corte Suprema de los Estados Unidos Brett Kavanaugh durante su audiencia de confirmación en el Senado en relación con las acusaciones de agresión sexual por parte de Christine Blasey Ford.[15]
- El comportamiento del Presidente de la RFEF Luis Rubiales en respuesta a la situación generada por el beso no consensuado a Jennifer Hermoso tras la victoria de la Selección femenina de fútbol de España en la Copa Mundial Femenina de Fútbol de 2023.[16]

## En la cultura popular
En el capítulo de 2019 "Season Finale" de South Park, arrestan a Randy Marsh por destruir marihuana cultivada para consumo propio. Randy llama al presidente Garrison para pedirle asesoramiento legal. El presidente le explica la respuesta DARVO y le enseña cómo usarla con un juego de roles. Cuando Randy intenta utilizarla, los policías con los que lo hace le informan de que la táctica no va a funcionar, ya que Randy no es el presidente.